# Quinto Antonio Isáurico

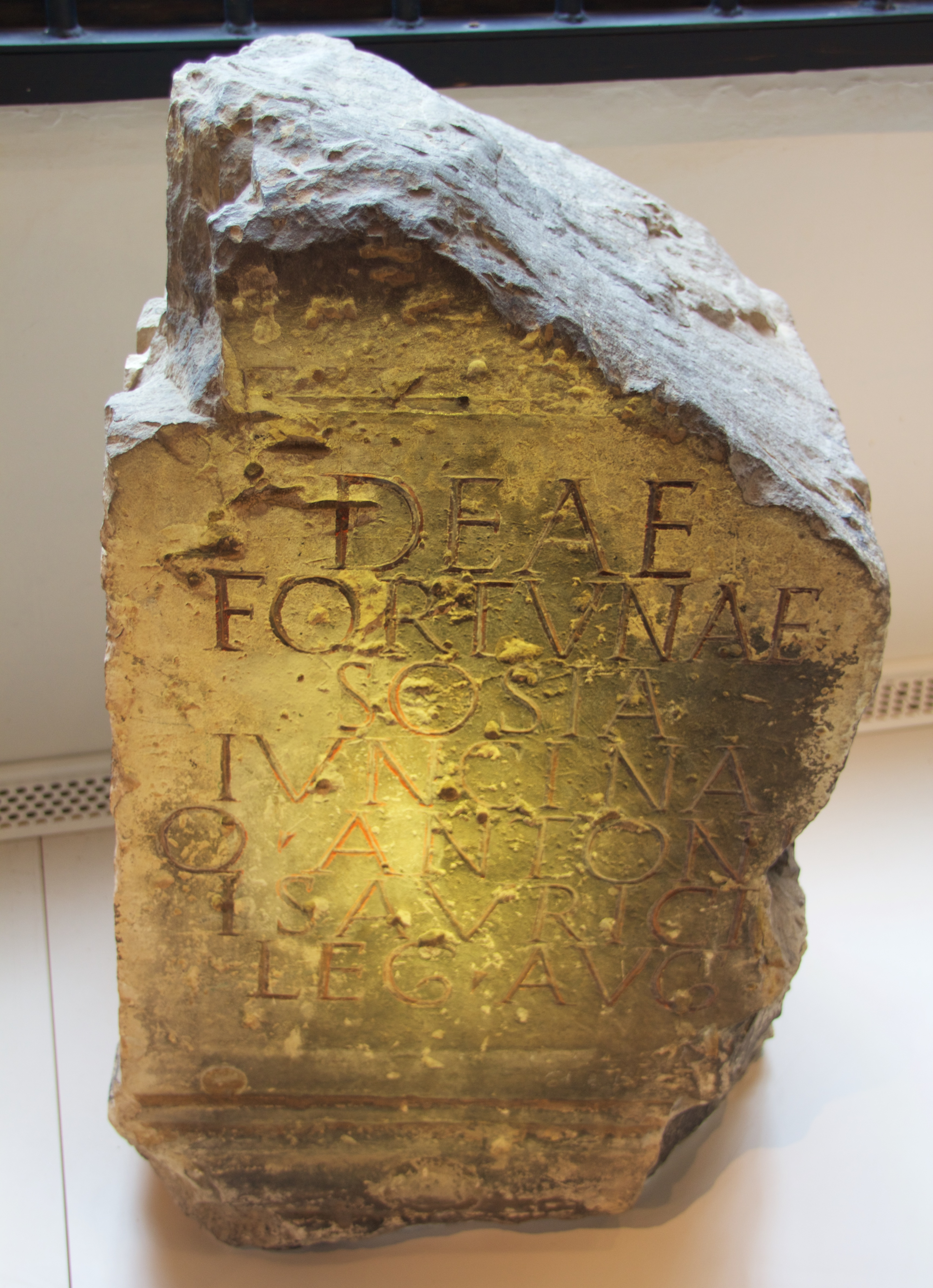
Altar de Antonio Isáurico, exhibido en el Museo de Yorkshire

Quinto Antonio Isáurico (en latín: Quintus Antonius Isauricus) fue un senador romano que vivió en el siglo II, y que desarrolló su cursus honorum bajo los reinados de Adriano, y Antonino Pío. Fue cónsul sufecto en el año 140 junto con Lucio Aurelio Flaco.

## Orígenes familiares
Anthony Birley hace varios comentarios sobre el nombre de Isaurico y sus posibles orígenes familiares. Birley señala que los Quinti Antonii son raros en todas las partes del Imperio Romano, y solo se conoce a otro senador con el mismo nombre. El cognomen "Isaurico" recuerda a dos cónsules de la República romana tardía, Publio Servilio Vatia Isáurico, cónsul en el año 79 a. C., y su hijo Publio Servilio Vatia Isáurico, dos veces cónsul, en los años 48 a. C. y 41 a. C.; sus descendientes se remontan al siglo II. Birley especula que Antonio Isaurico puede ser descendiente de estos cónsules republicanos a través de la vía femenina.

## Carrera política
Se lo nombra a Antonio Isáurico en una inscripción de Eboracum (actual York). que data del año 130, cuando era legatus de la legio VI Victrix. La inscripción estaba dedicada a su esposa, Sosia Juncina, de quien Birley especula que podría haber estado relacionada familiarmente con otro cónsul, Quinto Sosio Seneción, cónsul en dos ocasiones: 99 y 107. Un fragmento del Fasti Feriarum Latinarum y un diploma militar proporcionan también evidencia de su consulado.